# Мокдад Сіфі
Мокдад Сіфі (араб. مقداد سيفي) (нар. 1940) — алжирський політик. Сіфі займав пост голови уряду у 1994 — 1995 роках.